# Kohortvård

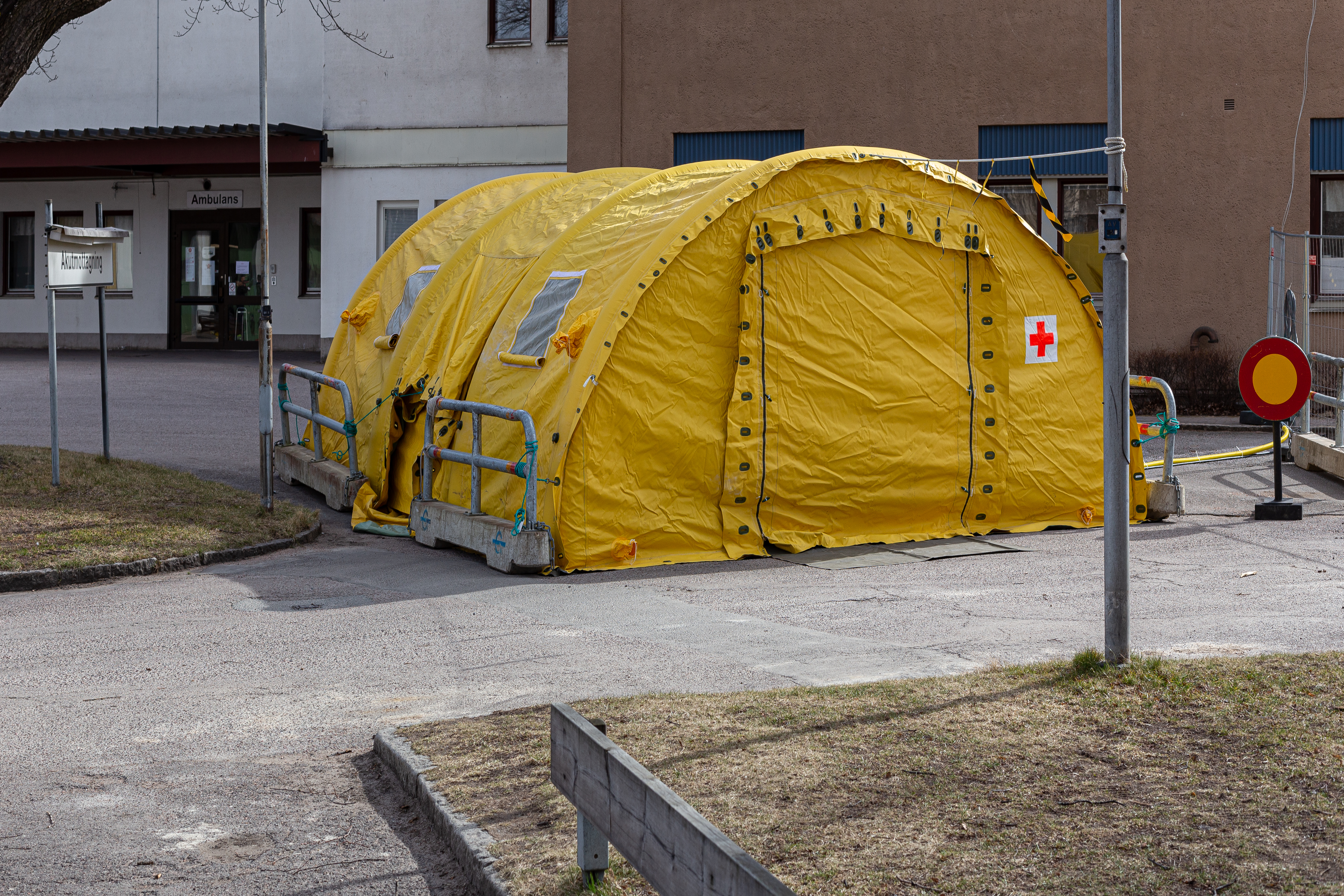
Isoleringstält för covid-19 för Avesta lasarett våren 2020, innan kohortvården var utbyggd på avdelningarna.

Kohortvård innebär att man isolerar en eller flera patienter i samband med en bekräftad smittsam infektion. Man skapar en kohort. Patienter med samma sjukdom kan dela vårdrum, hygienutrymme och personal, det vill säga att man isolerar kohorten i relation till övriga patienter.
Det här skedde på flera vårdställen under covid 19-pandemin då patienter med misstänkt eller bekräftad covid-19 fick kohortvård för att förhindra ytterligare smittspridning. Smittade på ett äldreboende, som tillämpar kohortvård, är isolerade från andra personer genom att de vårdas på en egen avdelning eller eget rum och av ”egen” personal, som inte samtidigt arbetar med icke-smittade patienter eller äldreboenden.